# Jožef Baša Miroslav
Jožef Baša-Miroslav (madžarsko Bassa József) slovenski pesnik in novinar na Madžarskem, * 28. april 1894, Beltinci, † 25. januar 1916, Sombotel.
Njegovi starši so bili str. Jožef Baša in Ana Vučko, brat je bil Ivan Baša pisatelj. Baša je v svojih pesmih, v katerih je izpovedoval predvsem tisti del svoje biti, ki ga je vezal na rod, domovino, in tudi poezijo, okorni ritem dotedanjih verzifikacij suvereno in izjemno melodično vpel v trohejso, jambsko in redkeje amfibraško valovanje ter prekmurščino usposobil za resnejše pesniške naloge.